# Horní Kalná

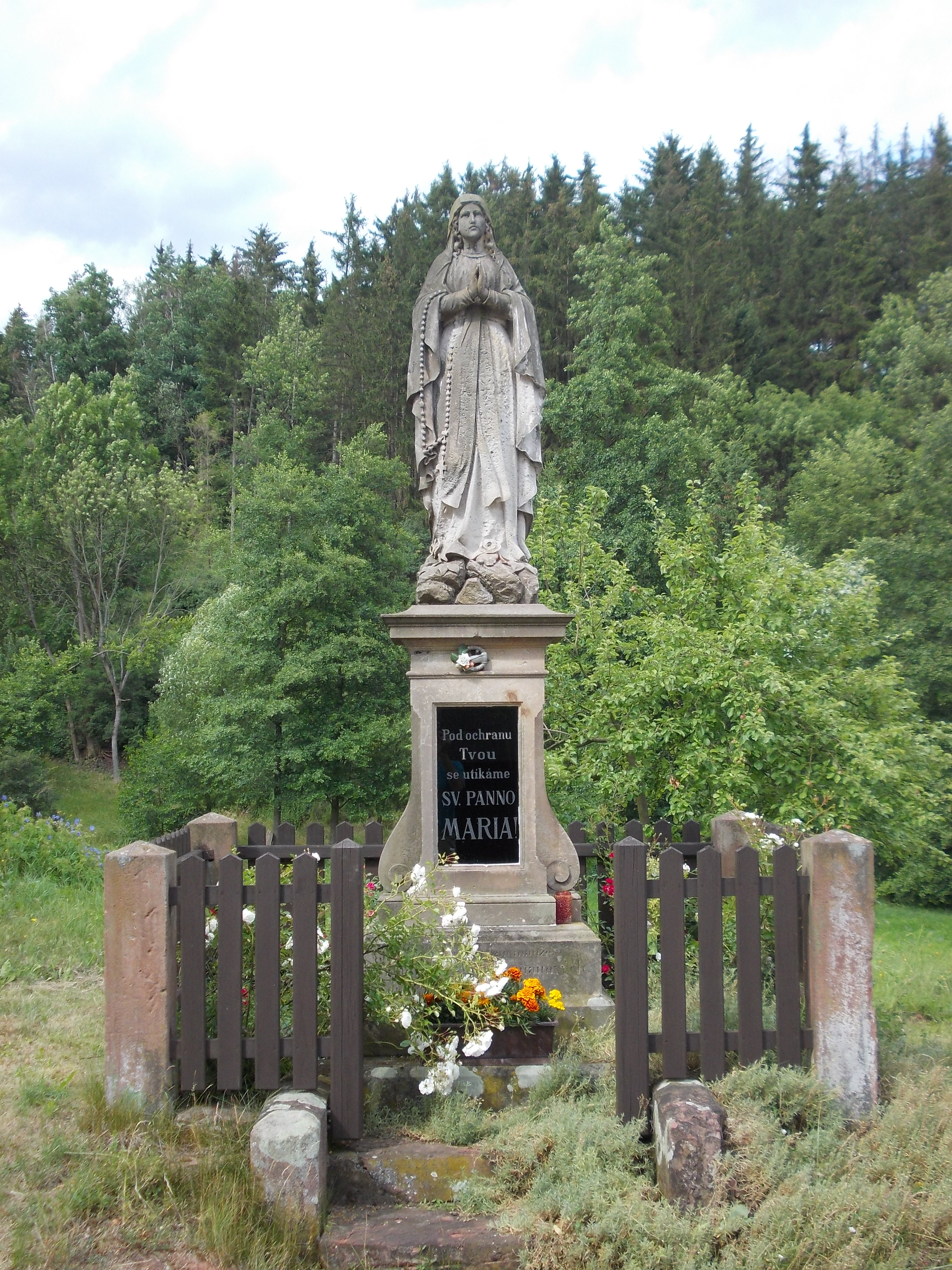
Die Statue der Jungfrau Maria

Horní Kalná (deutsch Ober Kalna) ist eine Gemeinde in Tschechien. Sie liegt acht Kilometer südlich von Vrchlabí und gehört zum Okres Trutnov.

## Geographie
Horní Kalná erstreckt sich im Riesengebirgsvorland entlang des Baches Kalenský potok. Zusammen mit Dolní Kalná bildet der Ort ein sechs Kilometer langes Waldhufendorf. Nördlich erheben sich der Fejfarův vrch (493 m) und die Příčnice (477 m), südöstlich der Na Lánech (470 m), im Südwesten der Červený kopec (484 m), westlich der Stráž (630 m) sowie im Nordwesten der U svatého Prokopa (467 m).
Nachbarorte sind Dolní Branná, Příčnice und Kunčice nad Labem im Norden, Prašivka, Na Hrádku, Záseky und Klášterská Lhota im Osten, Dobrá Mysl, Slemeno und Dolní Kalná im Südosten, Čistá u Horek im Süden, Nový Svět, Bukovina u Čisté und Studenec im Südwesten, Zálesní Lhota im Westen sowie Martinice v Krkonoších, Na Močidle, Bakov und Javorek im Nordwesten.

## Geschichte
Die erste Erwähnung von Kalná erfolgte 1352 im Zusammenhang mit der Pfarrkirche. Als erster Besitzer des Gutes ist zwischen 1362 und 1364 Peter Ocas von Zásada nachweisbar. Im Jahre 1372 schenkte Karl IV. das Dorf der Propstei Wrchlab bei Klášterská Lhota. Bis ins 15. Jahrhundert gehörte Kalná zu den Gütern der Propstei, die zu Beginn der Hussitenkriege erlosch. Wahrscheinlich wurde das Kloster 1421 durch die Besitzer der benachbarten Herrschaft Arnau, die Brüder Johann und Hynek Kruschina von Lichtenburg zerstört, ältere Quellen geben eine Zerstörung durch Jan Žižka im Jahre 1424 an. 1436 erhielt Hynek Kruschina von Lichtenburg die Güter der Propstei Wrchlab, die er sich bereits seit 1420 angeeignet hatte, darunter auch Kalná, durch Kaiser Sigismund als Pfandbesitz. Dieser fiel nach Hyneks Tod Georg von Podiebrad, der ihn 1466 an die Brüder Hynek und Jindřich von Waldstein veräußerte. Im Jahre 1522 wurde Kalná den Herren von Waldstein erblich übertragen, sie hielten den Besitz bis 1628. Im Jahre 1654 erwarb Johann von Morzin die Güter. Seit Beginn des 18. Jahrhunderts wurde Kalná in zwei Siedlungen eingeteilt, von denen die obere als Horo-Kalná bzw.  Horno-Kalná bezeichnet wurde. Die Grafen Morzin veräußerten Kalná 1796 an den Trautenauer Leinenfabrikanten Ignaz Falge. Dessen gleichnamiger Sohn verkaufte am 1. Jänner 1834 das Gut Tschista samt allem Zubehör, darunter auch Kalná, zusammen mit der Herrschaft Lomnitz an Charles Alain de Rohan-Guéméné. Zu dieser Zeit bestand das Dorf Kallna / Kalna aus 252 Häusern und 1498 Einwohnern. Bis zur Mitte des 19. Jahrhunderts blieb Kalná dem Allodialgut Čistá untertänig.
Nach der Aufhebung der Patrimonialherrschaften trennten sich Horní Kalná und Dolní Kalná ab 1849 in zwei eigenständige Gemeinden. Zur Gemeinde Horní Kalná, die ab 1850 Teil der Bezirkshauptmannschaft Jičín und des Gerichtsbezirkes Nová Paka wurde, gehörte auch die Ansiedlung Příčnice. Die gemeinsame Hausnummerierung für beide Gemeinden bestand bis 1880. Ab 1900 gehörte die Gemeinde zum Bezirk Nová Paka. Horní Kalná umfasste im Jahre 1900 eine Fläche von 891 ha und bestand aus 169 Häusern, in denen 973 Menschen lebten. Der Ort blieb immer landwirtschaftlich geprägt. Daneben wurde in den Rotliegenden- und Zechsteinschichten von Kallna und Huttendorf auch Bergbau betrieben. Die Bevölkerung bestand überwiegend aus Tschechen. Nach dem Münchner Abkommens verblieb Horní Kalná 1938 bei der Tschechoslowakei, wobei das nördlich gelegene Elbtal bis 1945 die Grenze zum Deutschen Reich bildete. Nach der Aufhebung des Okres Nová Paka wurde die Gemeinde 1961 dem Okres Trutnov zugeordnet. Im Jahre 1976 wurde Horní Kalna zusammen mit Slemeno dem Örtlichen Nationalausschuss Dolní Kalná angeschlossen und mit Beginn des Jahres 1981 gänzlich eingemeindet. Seit dem 1. September 1990 bildet Horní Kalna wieder eine eigene Gemeinde. Gepfarrt ist das Dorf nach Dolní Kalná.

## Ortsgliederung
Für die Gemeinde Horní Kalná sind keine Ortsteile ausgewiesen. Zu Horní Kalná gehören die Ansiedlungen Na Hrádku, Na Močidle, Prašivka und Příčnice (Przischnitz).

## Sehenswürdigkeiten
- Nischenkapelle U Paulů
- Nischenkapelle V Dolách
- Nischenkapelle am Prašivec
- Statue Krönung Mariä
- zwei Glockentürmchen
- Mehrere Wegekreuze
- Westerndorf Nový Texas